# Torre de Fellines
La Torre de Fellines és una torre de telegrafia òptica de Vilademuls (Pla de l'Estany) declarada Bé Cultural d'Interès Nacional.

## Descripció
Torre de planta quadrangular amb planta baixa i dos pisos. Té la base atalussada i s'obren espitlleres. Una línia feta amb maó que recorre tot l'edifici separa la planta baixa dels pisos superiors. Al primer pis es troba la porta d'entrada i una altra obertura (possiblement una segona porta) i al segon pis hi ha dues finestres; aquestes obertures tenen la llinda i els brancals fets amb totxo.

## Història
Construïda a mitjans del segle xix, va formar part de la línia civil de telegrafia òptica de Madrid a la Jonquera, que només va funcionar en pràctiques, i durant les Guerres Carlines es va incorporar a la línia militar de telegrafia òptica de Barcelona a la Jonquera.